# Aureville
Aureville é uma comuna francesa na região administrativa da Occitânia, no departamento do Alto Garona. Estende-se por uma área de 6.80 km², com 906 habitantes, segundo o censo de 2018, com uma densidade de 130 hab/km².